# Autocontractació
L'autocontractació és un tipus d'acte jurídic que celebra la mateixa persona com a representant d'una o més parts o de més d'un patrimonis subjectes a diferents règims jurídics. Es dona el cas, per exemple, quan una persona física contracte amb una persona jurídica de la qual ella és apoderat. L'article 1.459 de Codi Civil Espanyol refereix uns supòsits que prohibeix expressament.